# 1567 no Brasil
Esta é uma cronologia dos fatos acontecimentos de ano 1567 no Brasil.

## Eventos
- 20 de janeiro: Batalha do Rio de Janeiro: as forças portuguesas sob o comando de Estácio de Sá expulsam definitivamente os franceses do Rio de Janeiro.
- Criação do Colégio dos Padres Jesuítas.
- O Governador da Capitania do Rio de Janeiro, Salvador Correia de Sá sistematiza o tráfico de escravos africanos para o Brasil.

## Mortes
- 20 de fevereiro - Estácio de Sá, comandante militar (n. 1520).